# 立川談修
立川談修（たてかわ だんしゅう、1973年1月20日 - ）は、千葉県船橋市出身の落語家である。落語立川流所属。本名∶占部 直昭。
家元立川談志が真打昇進を認める制度であった談志生前の立川流において家元談志がその昇進を認めた最後の真打である。

## 経歴

### 入門まで
専修大学松戸高校、専修大学時代は落語研究会に所属していた。大学時代の芸名は前座〜二つ目　松風亭タコ三郎、真打〜初代 松風亭麗枝。立川志らくの弟子の立川志ららの2年先輩にあたる。

### 入門〜二ツ目
大学卒業後の1995年3月、七代目立川談志に弟子入り。出身大学から一文字とり「談修」となる。過去に談志一門には「談秋」という弟子が居たが、別人であり、「談修」としては初代である。2002年5月、談志より「二ツ目への昇進意欲が感じられない」として他の前座（キウイ、志加吾、談号、談大、談吉）とまとめて破門される。
2003年5月、談志により一門復帰試験と二ツ目昇進試験が行なわれる。談修のみ復帰と二ツ目昇進が認められ、6月に二ツ目に昇進。2010年2月、四谷区民ホールで行われた『第7回伝統芸能祭 グランドチャンピオン大会』で悲願の初優勝を果たす。 2010年11月6日、「NHK新人演芸大賞・落語部門」本戦に出場。全国放送ではじめて、談修の落語が放映された。演目は「宮戸川」。
2011年11月に、師匠の談志が死去。

### 真打
2013年春に真打昇進。談志が昇進を認めた最後の真打となった。2018年7月、兄弟子である立川左談次の死去に伴い、左談次の預かり弟子である立川談吉を預かり弟子とした。

## 人物
2004年1月、立川流一門の新年会席上で、再度復帰試験が行なわれキウイと談大が受験。しかし師匠について稽古した踊りは真打の兄弟子から「ラジオ体操」と評されるレベルであり、窮した談志は判断を真打達に委ねた。このとき談志から「踊ってみせよ」と指名され、踊りを見せたあと談志に「これが余興で金が獲れるレベルなんだ」と言わしめたのが、談修の踊りであった。

## 芸歴
- 1995年3月 - 七代目立川談志に入門、「談修」を名乗る。
- 2002年5月 - 破門される。
- 2003年
  - 5月 - 談志により一門復帰試験と二ツ目昇進試験が行なわれ、談修のみ復帰・二ツ目昇進が認められる。
  - 6月 - 二ツ目に昇進。
- 2011年 - 師匠談志が死去。
- 2013年 - 真打昇進。

## 受賞歴
- 2010年2月 - 『第7回伝統芸能祭 グランドチャンピオン大会』∶優勝

## 弟子

### 二ツ目
- 立川談吉 - 談志門下より立川左談次門下に移籍したが左談次も死去したため移籍[3]

### 廃業
- 立川花修